# 工业区 (哈尔科夫)
工业区（羅馬化：Industrialnyi raion）是乌克兰哈尔科夫的市辖区之一，因其建于1930年代的城市东郊工业中心而得名。
该区域最初被开发为“社会主义城市”（sotsgorod）以容纳新建的哈尔科夫拖拉机厂众多职工。1936年，该区以约瑟夫·斯大林的重工业人民委员部委员谢尔戈·奥尔忠尼启则为名命名为奥尔忠尼启则区。
2016年2月，为执行乌克兰去共产主义化法律而更名为工业区。该区曾经且现在仍被称为“拖拉机厂”（KhTZ），是哈尔科夫市社会贫困程度较高的地区。
据2022年2月28日报道，哈尔科夫拖拉机厂被俄罗斯军队的大规模炮击摧毁并被大火吞没。有视频据称记录了2022年2月25日至27日工厂发生的爆炸和火灾。
2022年3月4日，人权观察报告称，在俄罗斯入侵乌克兰的第四天，即2022年2月28日，俄罗斯部队在该区和另外两个市辖区使用了集束弹药。该权利组织指出“集束弹药固有的滥杀滥伤性质及其对平民的可预见影响”，其评估基于对40个视频和照片的采访和分析。

## 图册

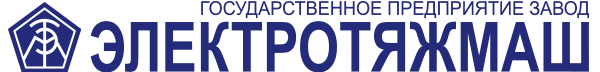
国营“电动机械厂”
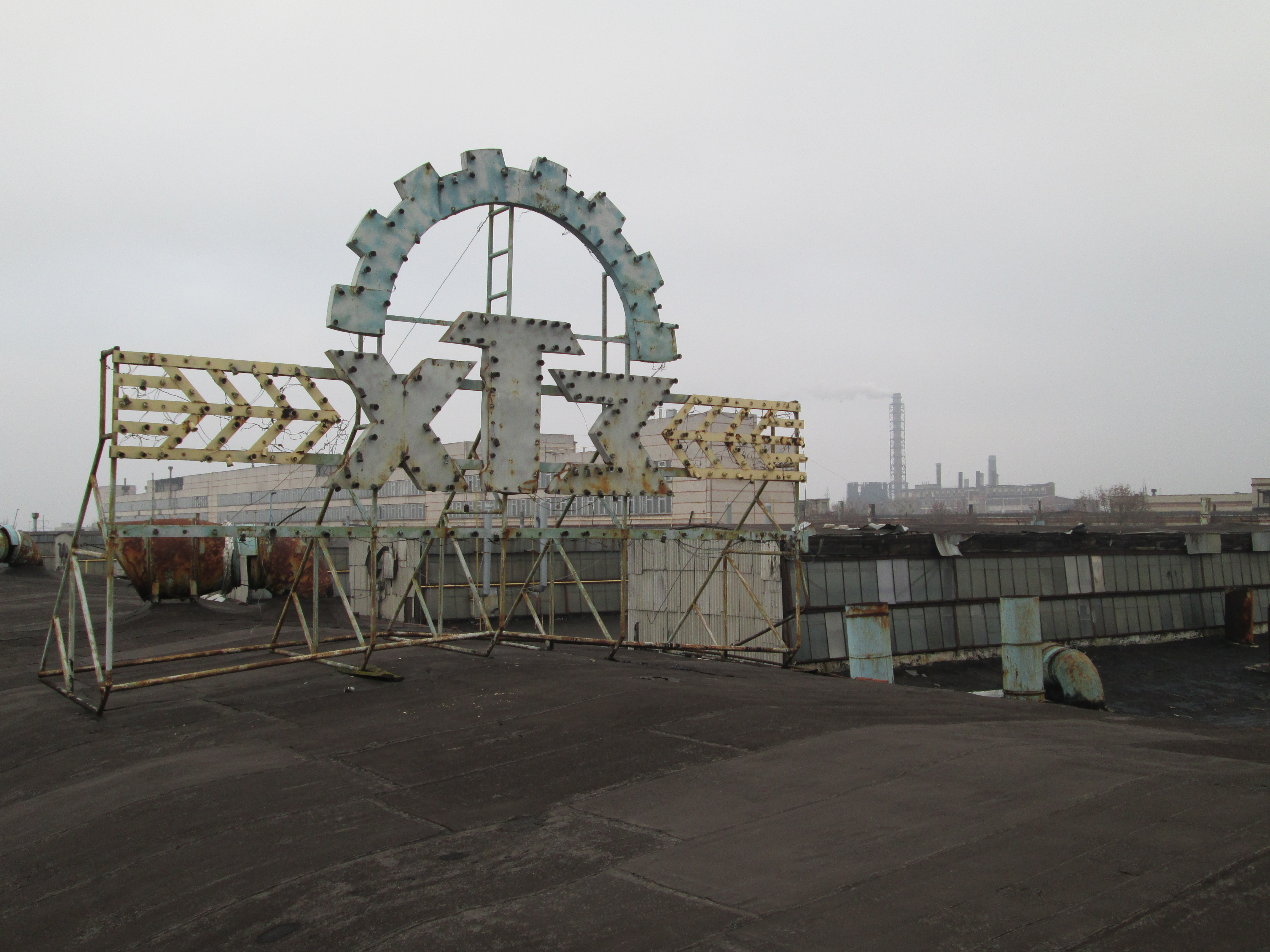
哈尔科夫拖拉机厂
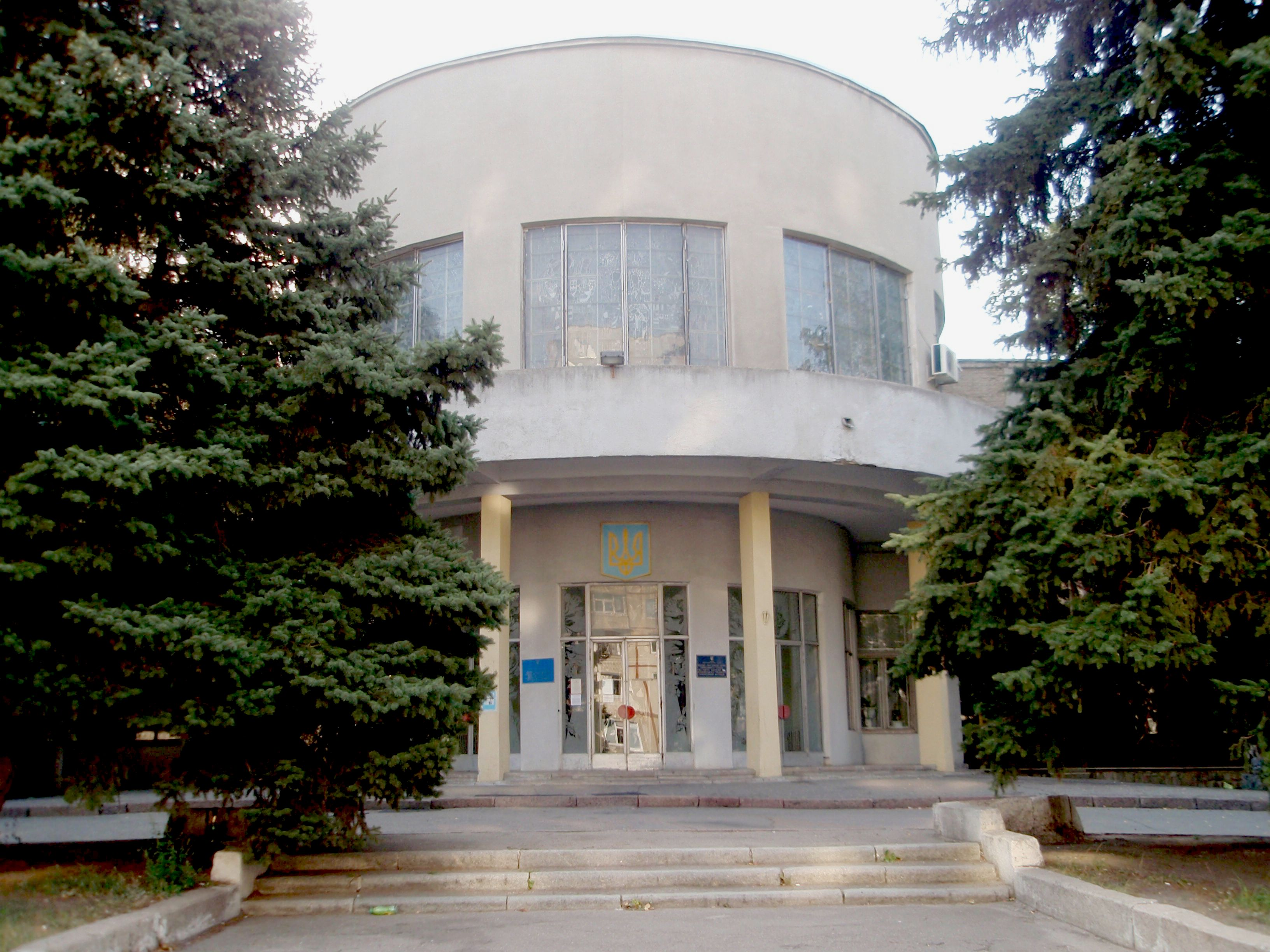
新生儿和新婚夫妇宫